# エリク・ペーション
エリク・ペーション（スウェーデン語: Erik Persson, 1909年11月19日 - 1989年2月1日）は、スウェーデンのサッカー選手。

## 概要
1936年に1936年ベルリンオリンピックのサッカー競技のスウェーデン代表として本大会1回戦の日本代表で2得点を決めたが、試合は2-3で敗れた。
1938 FIFAワールドカップに出場し、スウェーデン代表は4位入賞した。クラブチームではAIKソルナに所属して、1959年にAIKソルナの監督も務めた。